# 银色洞鳍鲷
银色洞鳍鲷（学名：Diretmus argenteus），又名黑銀眼鯛，为洞鳍鲷科洞鳍鲷属的鱼类，俗名黑银眼鲷。分布于广布于西太平洋、印度洋及大西洋深海区以及台湾东港及东沙群岛附近海区等，属于深海底层鱼类。该物种的模式产地在马德拉群岛。